# Gabriele Lösekrug-Möller

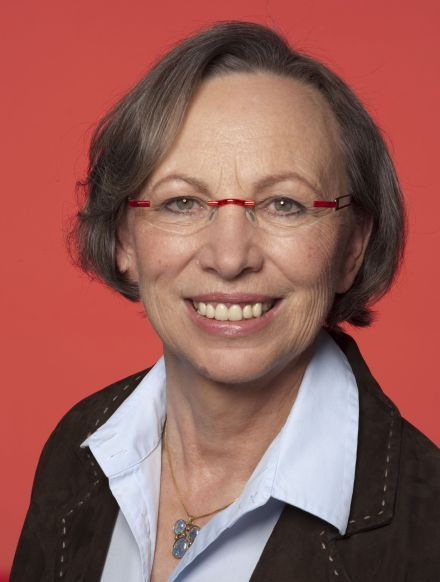
Gabriele Lösekrug-Möller MdB

Gabriele Lösekrug-Möller, geborene Meyer, (* 20. April 1951 in Bovenden) ist eine deutsche Politikerin (SPD). Sie war von 2001 bis 2017 Mitglied im Deutschen Bundestag und vorwiegend in der Arbeitsmarkt- und Sozialpolitik tätig. Sie trägt den Spitznamen LöMö.

## Leben und Beruf
Nach der Mittleren Reife im Jahr 1966 absolvierte Gabriele Lösekrug-Möller eine Ausbildung zur Buchhändlerin und war bis 1974 in diesem Beruf tätig. Nach dem Fachabitur auf dem Zweiten Bildungsweg begann sie 1974 ein Studium der Sozialpädagogik an der Evangelischen Fachhochschule Hannover, das sie 1979 als Diplom-Sozialpädagogin (FH) beendete. Danach arbeitete sie als Sozialpädagogin und Sozialarbeiterin bis 1990 in Isernhagen und von 1990 bis 1993 in Hameln. 1995 machte sie sich als Trainerin und Organisationsberaterin selbständig. Außerparlamentarisch engagierte sie sich im Kuratorium der Bundeszentrale für politische Bildung und war bis 2016 Vorsitzende der Bundesarbeitsgemeinschaft Familienerholung im Diakonischen Werk der Evangelischen Kirche Deutschlands. Auch ist sie Vorsitzende der evangelischen Familienerholung. Seit 2014 ist sie Präsidentin des Landesverbandes niedersächsischer Musikschulen.
Gabriele Lösekrug-Möller ist evangelisch und hat zwei Söhne. Ihr Lebensgefährte ist der SPD-Landtagsabgeordnete Ulrich Watermann.

## Partei
Im Jahr 1972 trat Gabriele Lösekrug-Möller in die SPD ein. Seit Mai 2003 war sie Vorstandsmitglied des SPD-Landesverbandes Niedersachsen, stellvertretende Landesvorsitzende war sie von 2008 bis 2016. Sie war von 1997 bis 2015 Vorsitzende des SPD-Unterbezirks Hameln-Pyrmont. Beim  Hamelner Unterbezirksparteitag am 25. April 2015 hat sie nicht noch einmal als Vorsitzende kandidiert. Ihre Nachfolgerin wurde Barbara Fahncke. Von 1999 bis 2013 gehörte sie außerdem dem Bezirksvorstand der SPD und der Arbeitsgemeinschaft sozialdemokratischer Frauen in Hannover an, heute ist sie dort  beratendes Mitglied. Darüber hinaus war sie seit 2002 im Vorstand der Landesgruppen Niedersachsen/Bremen der SPD-Bundestagsfraktion, dessen Vorsitzende sie von September 2011 bis Januar 2014 war. Seit Dezember 2011 Mitglied des SPD-Parteivorstandes.

## Bundespolitik
Am 1. November 2001 rückte Gabriele Lösekrug-Möller für den ausgeschiedenen Abgeordneten Dietmar Schütz in den Deutschen Bundestag nach. Von Oktober 2002 bis 2009 war sie Sprecherin der Arbeitsgruppe Petitionen der SPD-Fraktion. Seit 2005 war sie Mitglied des Fachausschusses für Arbeit und Soziales sowie stellvertretendes Mitglied im Umweltausschuss. Weiterhin ist sie im Unterausschuss für Kommunalpolitik tätig gewesen. Seit Beginn der 17. Legislaturperiode war sie darüber hinaus stellvertretende Vorsitzende des parlamentarischen Beirates für nachhaltige Entwicklung. Sie gehörte seit 2002 dem Vorstand der Landesgruppen Niedersachsen/Bremen in der SPD-Bundestagsfraktion an und ist von September 2011 bis Januar 2014 deren Vorsitzende gewesen.
Gabriele Lösekrug-Möller zog im Jahr 2001 und 2002 über die Landesliste Niedersachsen in den Bundestag ein. 2005, 2009 und 2013 wurde sie im Wahlkreis Hameln-Pyrmont – Holzminden direkt gewählt (2005 mit 50,2 %, 2009 mit 39,6 %, 2013 mit 42,3 % der Erststimmen). Im Kabinett Merkel III war sie ab Dezember 2013 Parlamentarische Staatssekretärin bei der Bundesministerin für Arbeit und Soziales.
Seit 6. Juni 2018 ist sie Vorsitzende der Rentenkommission „Verlässlicher Generationenvertrag“, bis zu dessen Tod im Februar 2021 zusammen mit Karl Schiewerling (CDU).

## Mitgliedschaften
Lösekrug-Möller ist Mitglied der Europa-Union Parlamentariergruppe Deutscher Bundestag.